# Charles de Brimeu

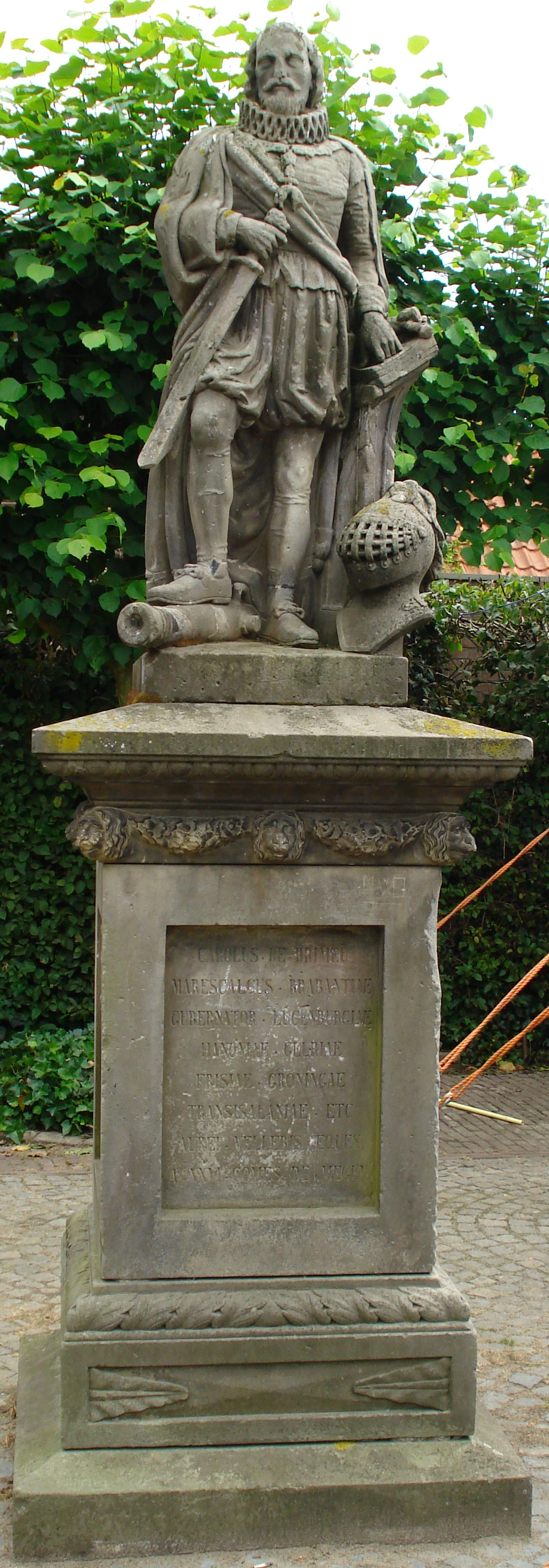
Karl von Brimeu, Standbild auf dem Carolus de Brimeuplein in Megen

Charles de Brimeu oder Karel van Brimeu (* um 1523; † 7. Januar 1572 in Zwolle) war ab 1547 Graf von Megen und der letzte männliche Angehörige des Hauses Brimeu. Sein vollständiger Titel in lateinischer Sprache lautete: CAROLUS DE BRIMEU marescalcus brabantiae gubernator lucenburgiae hanoniae gelriae frisiae groningae transisalaniae etc. aurei velleris eques aos xxvi comes de megen.

## Leben
Er war der älteste Sohn von Eustatius (Eustaes) de Brimeu, Graf von Megen (* um 1474; † 1547/48) und Barbara van Hille. Von seinem Vater erbte er die Grafschaft sowie die Herrschaften Humbercourt, Querrieu und Houdain, von seiner Mutter Éperlecques (Sperleke).
In Diensten der spanischen Monarchie wurde er 1555 in den Orden vom Goldenen Vlies aufgenommen. Danach war er Gouverneur von Luxemburg (1556–1558) und Vermandois, Generalkapitän von Hennegau (1558–1560), Geldern und Zutphen (1560–1572), sowie Friesland, Groningen, Drenthe, Overijssel und Lingen (1568–1572).
Er opponierte gegen die zentralistischen Politik des Königs Philipp II. so wie auch Wilhelm von Oranien und Lamoral von Egmond, allerdings nur bis zum Bildersturm von 1566. Während des nachfolgenden Geusenaufstands stand er treu zur spanischen Krone. 1568 verteidigte er erfolgreich Groningen gegen Ludwig von Nassau-Dillenburg, nachdem dieser in der Schlacht von Heiligerlee den Grafen von Arenberg geschlagen hatte und nun Groningen als Ausgangsbasis für weitere Aktionen einnehmen wollte.
Charles de Brimeu starb unverheiratet und ohne Nachkommen, war aber der Onkel von Maria de Brimeu (* 1550, † 18. April 1605 in Lüttich), die nacheinander die Ehefrau von Lancelot de Berlaymont und (ab 1580) Charles III. de Croÿ war, auf den sie einen entscheidenden Einfluss ausübte, bis er sich 1584 von ihr trennte und zum katholischen Glauben übertrat.